# Souleymane Cissé
Souleymane Cissé (21. dubna 1940 Bamako, Mali – 19. února 2025, Bamako) byl malijský filmový režisér. 
Pocházel z nemajetné rodiny muslimského vyznání, školní vzdělání získal při zaměstnání. Vedl filmový klub v Bamaku, v roce 1969 vystudoval moskevský VGIK.

Pracoval jako dokumentarista pro malijské ministerstvo informací, v roce 1975 natočil svůj celovečerní hraný debut Dívka, který byl v Mali pro společenskokritický obsah zakázán. Film Světlo (Yeleen), natočený na motivy staré bambarské legendy, získal v roce 1987 jako první africký zástupce v historii cenu poroty na filmovém festivalu v Cannes.
V roce 2007 obdržel za přínos světové kinematografii Prix Henri-Langlois, byl také předsedou Sdružení filmových a audiovizuálních tvůrců západní Afriky.

## Filmy
- 1968 Zdroje inspirace
- 1973 Cinq jours d'une vie
- 1975 Dívka
- 1978 Nosič
- 1982 Vítr
- 1987 Světlo
- 1995 Čas
- 2009 Min Ye
- 2015 O Ka